# 迪布里夫內 (哈爾科夫州)
48°59′26″N 37°15′15″E / 48.99056°N 37.25417°E
迪布里夫內（羅馬化：Dibrivne）是位於烏克蘭東部的村莊，由哈爾科夫州伊久姆區的巴爾溫科韋市鎮負責管轄。該村始建於1965年，面積0.86平方公里，海拔高度154米，2001年人口52，人口密度每平方公里60.3人。